# 毕宿五b
畢宿五b是一顆圍繞著65光年遠的橙色巨星畢宿五運行的系外行星。它最初是在1993年被發現，但直到2015年才被認真看待，當時研究人員得出結論，認為很可能有一顆系外行星圍繞著畢宿五運行，這與最初的計算結果一致，且也與恒星活動相一致。

## 物理性質

### 軌道和質量
畢宿五b是一顆巨大的系外行星，其質量至少是木星質量的5.8倍。它的軌道距離約1.45天文單位，即比地球與太陽的距離遠了45%。這顆行星因為它受到其巨大母恒星的强烈輻射，它的平衡溫度可能在1,500 K（1,230 °C；2,240 °F）。然而，當畢宿五還是一顆主序星時，這顆行星的平衡溫度很可能與地球相當

### 母恆星
母恒星畢宿五是一顆橙色的巨星，這意味著它已經耗盡了核心的氫燃料，離開了主序帶。它的光譜類型為K5III。
畢宿五是一顆光譜為K型的恆星，其質量為1.16±0.07太陽質量，半徑為太陽的44倍。它的表面溫度為3,910K，相比之下，太陽的表面溫度為5,778 K。 
畢宿五這顆恒星的平均視星等，或者說它通常從地球上看起來的亮度，是0.86等，肉眼很容易就能看見。

## 發現

### 1993建議
這顆系外行星最早於1993年被提出，對畢宿五、大角星和北河三的徑向速度量測表明，畢宿五現出長週期的徑向速度振盪，這可以解釋為有"次恆星"( substellar)的伴星。對畢宿五的量測結果意味著，在643天的低度橢圓軌道軌道上，在2.0 AU（300 G米）間隔處，有一個質量最小約11.4倍木星質量的伴星。然而，所有被調查的三顆恒星都顯示出類似的振盪，產生類似的伴星質量。作者得出結論，這種變化可能是恒星本身固有的，而不是由於伴星的引力效應。

### 2015年確認狀態
2015年，一項研究顯示，行星級的伴星和恒星的活動都有穩定的長期證據.。

### 2019對存在的懷疑
在2019年，利克天文台提供了更多的分析資料，使畢宿五b的存在受到嚴重懷疑，因為徑向速度訊號存在明顯的相位抖動；而通過兩顆恆星或畢宿五周圍沒有行星，可以獲得更好的數據擬合。

## 餐可資料
1. 1 2 3  Farr, W. . The Astrophysical Journal. 2018, 865 (2): L20. Bibcode:2018ApJ...865L..20F. S2CID 56049041. arXiv:1802.09812 . doi:10.3847/2041-8213/aadfde.
2. ↑  Hatzes, A.P.;  et al. . Astronomy & Astrophysics. May 15, 2015, 580: 18. Bibcode:2015yCat..35800031H. S2CID 53324086. arXiv:1505.03454 . doi:10.1051/0004-6361/201425519.
3. ↑  Gray, R. O.; Corbally, C. J.; Garrison, R. F.; McFadden, M. T.; Bubar, E. J.; McGahee, C. E.; O'Donoghue, A. A.; Knox, E. R. . The Astronomical Journal. 2006, 132 (1): 161–170. Bibcode:2006AJ....132..161G. S2CID 119476992. arXiv:astro-ph/0603770 . doi:10.1086/504637.
4. ↑  Fraser Cain. . Universe Today. 15 September 2008  [19 February 2011]. （原始内容存档于2010-08-29）.
5. ↑  Hatzes, A.; Cochran, W. . The Astrophysical Journal. 1993, 413 (1): 339–348. Bibcode:1993ApJ...413..339H. doi:10.1086/173002.
6. ↑  Hatzes, A. P.; Cochran, W. D.;  et al. . Astronomy & Astrophysics. 2015, 580: A31. Bibcode:2015A&A...580A..31H. S2CID 53324086. arXiv:1505.03454 . doi:10.1051/0004-6361/201425519.
7. ↑  Reichert, Katja. . Astronomy & Astrophysics. 25 March 2019, A22: 625. S2CID 85459692. arXiv:1903.09157 . doi:10.1051/0004-6361/201834028.

## 外部連結
- Aldebaran b at the Extrasolar Planet Encyclopedia